# Маравара
Маравара́ (пушту مروره‎, дари مروره Marawara) — один из 15 районов провинции Кунар в Афганистане, граничащий с Пакистаном на востоке, районом Сирканай на западе, районом Асадабад на северо-западе и районом Дангам на северо-востоке. Районный центр — деревня Маравара, расположенная в западной части района. Глава района — Хаджи Хазрат Рахман Мамундзай. Горный ландшафт и отсутствие ирригационных систем — главная проблема района.
Население района — 18 826 человек (по данным 2006 года). Национальный состав — 100 % пуштуны.